# Ubisoft Montpellier
Ubisoft Montpellier — компанія, яка спеціалізується на розробці відеоігор; дочірнє товариство видавця та розробника Ubisoft. Була заснована в 1994 році як Ubi Soft Montpellier Studios. Розміщується в місті Монпельє, на півдні Франції.
Основна спеціалізація — розробка і спільна розробка ігор для всіх основних платформ.
Найбільш відомі проекти — пригодницька аркада Beyond Good & Evil і серія ігор про вигаданого персонажа Реймана, над якими працював геймдизайнер Мішель Ансель, а також двомірна аркадна гра-головоломка Valiant Hearts.

## Розроблені ігри
- 1995 — Rayman (версія для Sega Saturn)
- 1999 — Tonic Trouble (версія для Nintendo 64)
- 1999 — Rayman 2: The Great Escape (версія для Nintendo 64 і Sega Dreamcast)
- 2003 — Beyond Good & Evil (ПК, GameCube і PlayStation 2)
- 2005 — Peter Jackson's King Kong: The Official Game of the Movie (ПК, GameCube, PlayStation 2, Xbox, Xbox 360)
- 2006 — Rayman Raving Rabbids (Wii, PlayStation 2, Xbox 360, Game Boy Advance)
- 2007 — Rayman Raving Rabbids 2 (Wii)
- 2008 — Rayman Raving Rabbids: TV Party (Wii, Nintendo DS)
- 2009 — Rabbids Go Home (Wii, Nintendo DS)
- 2011 — The Adventures of Tintin: The Game (ПК, PlayStation 3, Wii, Nintendo 3DS, Nintendo DS)
- 2011 — From Dust (ПК, XBLA, PSN)
- 2011 — Rayman Origins (ПК, Xbox 360, PlayStation 3, PlayStation Vita, Wii, Nintendo 3DS)
- 2011 — Beyond Good & Evil HD (Xbox 360, PlayStation 3)
- 2012 — ZombiU (Wii U)
- 2015 — Zombi (ПК, Xbox One, PlayStation 4) (портирована компанією) Straight Right)
- 2013 — Rayman Legends (ПК, Xbox 360, PlayStation 3, PlayStation Vita, Wii U)
- 2014 — Valiant Hearts: The Great War (ПК, Xbox 360, Xbox One, PlayStation 3, PlayStation 4, Android, iOS)

- У розробці — Beyond Good & Evil 2 (імовірно, ПК, Xbox One, PlayStation 4)

## Технології
Для розробки Beyond Good & Evil Ubisoft Montpellier розробили ігровий рушій названий Jade, на честь головного героя гри. Приблизно в 2009, Ubisoft Montpellier розробили для гри Rabbids Go Home рушій LyN. У відповідь на потяг Ubisoft Montreal до розробки ігор з фотореалістичною графікою, Ubisoft Montpellier створили рушій UbiArt Framework який студія використала для гри Rayman Origins, її сиквела Rayman Legends, та Valiant Hearts: The Great War. Для ігор у віртуальній реальності, таких як Space Junkies, Ubisoft Montpellier створили рушій Brigitte.